# Campionati europei di atletica leggera 2024 - 5000 metri piani femminili
La specialità dei 5000 metri piani femminili ai campionati europei di atletica leggera 2024 si è svolta il 7 giugno allo Stadio Olimpico di Roma, in Italia.

## Podio
| Pos.    | Atleta                    | Nazionalità | Tempo    | Note                                     |
| ------- | ------------------------- | ----------- | -------- | ---------------------------------------- |
| Oro     | Nadia Battocletti         | Italia      | 14'35"29 | Record dei campionati · Record nazionale |
| Argento | Karoline Bjerkeli Grøvdal | Norvegia    | 14'38"62 | Miglior prestazione personale stagionale |
| Bronzo  | Marta García              | Spagna      | 14'44"04 | Record nazionale                         |

## Situazione pre-gara

### Record
Prima di questa competizione, il record del mondo (RM), il record europeo (EU) ed il record dei campionati (RC) erano i seguenti:
| Record                | Prestazione | Atleta                   | Data                                  | Competizione |
| --------------------- | ----------- | ------------------------ | ------------------------------------- | ------------ |
| Record mondiale       | 14'00"21    | Gudaf Tsegay Etiopia     | 17 settembre 2023 Eugene, Stati Uniti |              |
| Record europeo        | 14'13"42    | Sifan Hassan Paesi Bassi | 23 luglio 2023 Londra, Gran Bretagna  |              |
| Record dei campionati | 14'46"12    | Sifan Hassan Paesi Bassi | 12 agosto 2018 Berlino, Germania      | Europei 2018 |

### Campione in carica
La campionessa europea in carica era:
| Campione | Atleta                           | Prestazione | Data                                       | Competizione |
| -------- | -------------------------------- | ----------- | ------------------------------------------ | ------------ |
| Europeo  | Konstanze Klosterhalfen Germania | 14'50"47    | 18 agosto 2022 Monaco di Baviera, Germania | Europei 2022 |

### La stagione
Prima di questa gara, le atlete europee con le migliori tre prestazioni europee dell'anno erano:
| Pos. | Atleta                    | Prestazione | Data                                |
| ---- | ------------------------- | ----------- | ----------------------------------- |
| 1    | Sifan Hassan Paesi Bassi  | 14'34"38    | 25 maggio 2024 Eugene, Stati Uniti  |
| 2    | Megan Keith Gran Bretagna | 14'43"24    | 27 aprile 2024 Suzhou, Cina         |
| 3    | Marta García Spagna       | 14'46"37    | 27 gennaio 2024 Boston, Stati Uniti |

## Risultati

### Finale
La finale si è disputata alle ore 22:40 del 7 giugno.
| Pos.    | Nome                      | Nazionalità   | Tempo    | Note                                     |
| ------- | ------------------------- | ------------- | -------- | ---------------------------------------- |
| Oro     | Nadia Battocletti         | Italia        | 14'35"29 | Record dei campionati · Record nazionale |
| Argento | Karoline Bjerkeli Grøvdal | Norvegia      | 14'38"62 | Miglior prestazione personale stagionale |
| Bronzo  | Marta García              | Gran Bretagna | 14'44"04 | Record nazionale                         |
| 4       | Maureen Koster            | Paesi Bassi   | 14'44"46 | Miglior prestazione personale            |
| 5       | Nathalie Blomqvist        | Finlandia     | 14'44"72 | Record nazionale                         |
| 6       | Hanna Klein               | Germania      | 14'58"28 | Miglior prestazione personale stagionale |
| 7       | Federica Del Buono        | Italia        | 15'00"05 | Miglior prestazione personale            |
| 8       | Sarah Madeleine           | Francia       | 15'02"56 | Miglior prestazione personale            |
| 9       | Izzy Fry                  | Gran Bretagna | 15'05"66 | Miglior prestazione personale            |
| 10      | Hannah Nuttall            | Gran Bretagna | 15'10"65 |                                          |
| 11      | Amalie Sæten              | Norvegia      | 15'17"41 | Miglior prestazione personale            |
| 12      | Viktória Wagner-Gyürkés   | Ungheria      | 15'17"45 | Miglior prestazione personale stagionale |
| 13      | Maria Forero              | Spagna        | 15'19"69 | Miglior prestazione nazionale under 23   |
| 14      | Kristine Eikrem Engeset   | Norvegia      | 15'20"02 | Miglior prestazione personale            |
| 15      | Micol Majori              | Italia        | 15'20"89 | Miglior prestazione personale            |
| 16      | Agate Caune               | Lettonia      | 15'28"04 |                                          |
| 17      | Jodie McCann              | Irlanda       | 15'29"25 | Miglior prestazione personale            |
| 18      | Emine Hatun Mechaal       | Turchia       | 15'31"30 |                                          |
| 19      | Amy-Eloise Neale          | Gran Bretagna | 15'33"45 |                                          |
| 20      | Burcu Subatan             | Turchia       | 16'16"89 |                                          |
| -       | Lili Anna Vindics-Tóth    | Ungheria      | dnf      | dnf                                      |
| -       | Mariana Machado           | Portogallo    | dnf      | dnf                                      |